# Kortenberg
Kortenberg (en francés: Cortenbergh) es un municipio belga de la provincia de Brabante Flamenco. Está compuesto por las secciones de Kortenberg, Erps-Kwerps, Everberg y Meerbeek.
El 27 de septiembre de 1312 Juan II de Brabante firmó en esta ciudad la llamada Carta de Kortenberg que limitaba la imposición de nuevas cargas fiscales, establecía mecanismos de control de la justicia y reconocía a las ciudades sus privilegios y derecho consuetudinario, amén de crear un consejo en el que estarían presentes miembros de lnobleza y pueblo.

## Demografía

### Evolución
Todos los datos históricos relativos al actual municipio, el siguiente gráfico refleja su evolución demográfica, incluyendo municipios después de efectuada la fusión el 1 de enero de 1977.
| Gráfica de evolución demográfica de Kortenberg entre 1846 y 2020 |
|                                                                  |

- Datos: Q929474
- Multimedia: Kortenberg / Q929474